# 1964년 7월 일본 자유민주당 총재 선거
1964년 자유민주당 총재 선거(일본어: 1964年自由民主党総裁選挙)는 1964년 7월 10일에 실시된 자유민주당 총재를 선출하기 위한 선거다.

## 과정
이케다 하야토는 총재 임기 만료가 다가오자 3선을 노렸고 이케다의 국정 운영에 비판적이던 사토 에이사쿠와 후지야마 아이이치로가 이를 저지하기 위해 출마하면서 3파전으로 진행됐다. 주산회(사토파)측에선 이케다의 3선을 막고 사토에게 정권을 이양할 것을 요구하는 공작이 진행되었지만 이케다는 이를 받아들이지 않았다. 이로써 나란히 요시다 학교의 우등생 출신이던 이케다와 사토의 직접 대결이 불가피해졌다.
이케다는 1차 투표에서 과반 득표를 하여 결선 투표를 무산시켜 당내에서의 입지를 안정시키고자 했으며 반대로 사토와 후지야마는 2·3위 연합을 결성해 어떻게든 결선 투표까지 끌고 가려고 했다. 그러다 보니 유례없는 격렬한 선거전이 예상되었고 어느 진영이든 자금을 끌어모으는 데 혈안이 되었다.
결과적으로는 굉지회(이케다파)와 주산회가 보수본류끼리의 싸움을 했고 당인파의 지지를 받은 이케다가 박빙의 승리를 거두게 되었지만 많은 이들의 예상을 뒤집고 상당한 접전을 펼쳤다. 사토는 파벌의 틀을 벗어난 지지를 호소했고 목정회(오노파)·춘추회(고노파)·정책연구회(미키파) 등 전반적으로 이케다를 지지하던 당인파 그룹에서 사토를 지지하는 수가 결코 적지 않았다. 다만 언론들은 이케다가 우세하다는 보도를 지속적으로 내보냈고 『아사히 신문』은 투표일 전날에 이케다 압승을 보도하기까지 했다. 이에 영향을 받은 의원들이 적지 않아 사토 캠프에서는 "신문한테 당했다"라고 분을 삭이지 못했다.
주산회의 후쿠다 다케오는 언론들의 보도 외에도 주산회와 애정회(후지야마파)의 조정이 부족했고 수요회(이시이파)가 통일된 모습을 보이지 못힌 점도 패인으로 꼽았다. 애정회 내에서는 사토 지지뿐 아니라 이케다 지지에 대한 목소리도 컸는데 후지야마가 사토와의 연합에 적극적이지 않았으며 수요회 역시 사토 지지로 통일되지 않아 이케다와 사토로 표가 갈렸던 것이다.
한편 굉지회측에서 볼 때 흥미로운 움직임을 보인 건 당시 대장상으로 재임중이던 다나카 가쿠에이였다. 다나카는 주산회 소속이었지만 친분이 있던 이케다를 도와주었다. 주산회 간부 중에서 이케다와 말이 통하던 건 다나카뿐이었는데 정계를 은퇴한 요시다 시게루를 제외하곤 이케다와 사토를 이어줄 수 있는 의원은 당시로선 다나카 외엔 없었다. 총재 선거가 진행되는 동안 다나카는 주산회 사무소에는 거의 모습을 드러내지 않았고 한 차례 찾아와선 인사만 하고 돌아갔다. 사토도 다나카의 입장을 이해하여 파벌 간부들에게 "다나카에 관해선 말하지 마라"라는 얘기를 했다. 만약 다나카가 적극적으로 사토를 도왔다면 사토가 이겼을 거란 얘기도 있다.
오노 반보쿠, 그리고 오노와 친분이 있던 언론인 와타나베 쓰네오의 움직임도 주목할 만하다. 이케다가 총재 선거에서 승리한 건 목정회의 지지가 결정적이었다. 총재 선거를 목전에 두고 부총재 오노가 뇌출혈로 쓰러졌기에 이케다에겐 큰 타격이었다. 오노는 이케다와 친했고 사토를 싫어하기로 유명했지만 정작 목정회 내부에선 이케다와 사토 중 누구를 지지할지를 놓고 의견이 분분했다. 이때 이케다를 지지하던 와타나베가 병상에 누워 있던 오노를 찾아가 "당신은 사토에겐 속은 적이 있지만 이케다에겐 그런 적이 없다. 이번에도 이케다를 지지해야 한다"라고 얘기했지만 몸 상태가 좋지 않던 오노는 대답을 하지 못했다. 와타나베는 오노가 권력을 유지하기 위해선 오노가 아직 건강하며 확실하게 자신의 의사 표시를 할 수 있다는 것을 보여줄 필요가 있다고 생각했다. 그래서 비서인 야마시타 이사무·나카가와 이치로와 함께 면회를 막은 뒤 오노가 매일 하이쿠를 짓고 있다며 이를 기자회견에서 발표했다(발표한 하이쿠는 오노의 비서가 지은 것이었다). 그리고는 오노의 사무소에 가서 "오노 씨는 이케다 지지를 정했다"라고 파벌에 알리자 간부인 후나다 나카·하라 겐자부로가 "오노 선생님의 의향이 정해졌다"라고 외치며 목정회 의원 40명이 이케다 지지를 굳혔다. 와타나베는 이 공적을 인정받아 이케다의 총애를 받게 되었고 목정회의 창구 역할을 하며 이케다와 직접 각료 인사에 관한 교섭도 했다.

## 후보자
입후보제가 아니었기에 선거 활동을 한 의원들을 모두 표시했다.
| 이케다 하야토                                                              | 사토 에이사쿠                                                                              | 후지야마 아이이치로                                                        |
|                                                                            |                                                                                            |                                                                            |
| 중의원 의원(6선, 히로시마현 제2구) 내각총리대신(1960-현직) 총재(1960-현직) | 중의원 의원(7선, 야마구치현 제2구) 홋카이도 개발청 장관(1963-현직) 정무조사회장(1957-1958) | 중의원 의원(3선, 가나가와현 제1구) 외무대신(1957-1960) 총무회장(1963-현직) |
| 굉지회(이케다파)                                                           | 주산회(사토파)                                                                             | 애정회(후지야마파)                                                         |
| 히로시마현                                                                 | 야마구치현                                                                                 | 도쿄부                                                                     |

## 결과
이케다는 반수보다 불과 4표가 많은 득표수를 올리면서 1차 투표만으로 3선에 성공했다. 이케다를 지지했던 마쓰무라 겐조는 한 송이가 피어도 꽃은 꽃이라고 평했지만 이케다의 비서관 이토 마사야는 쓴 승리라 말했고 이케다도 사토와 후지야마의 득표수보다 40표 이상 차이를 벌릴 수 있을 것이라 여겼는데 실제론 10표에 그쳐 충격을 받았다. 사토는 사토대로 후지야마파와의 연합을 통해 결선 투표까지 가서 결선 투표에서 역전할 자신을 보였는데 1차 투표로 끝나버리자 크게 낙담했다.
자민당 총재 선거에서 입후보제가 도입된 건 1970년대의 일로 이 당시엔 입후보 표명 여부와 무관하게 자민당 소속 의원에 대한 표는 모두 유효표로 산정되었다.
| 후보자              | 득표수 | 득표율 |
| ------------------- | ------ | ------ |
| 이케다 하야토       | 242    | 50.95% |
| 사토 에이사쿠       | 160    | 33.68% |
| 후지야마 아이이치로 | 72     | 15.16% |
| 나다오 히로키치     | 1      | 0.21%  |
| 합계                | 475표  | 100%   |
| 유효 투표수         | 475표  |        |
| 무효표·백표         |        |        |
| 유권자 수           |        | 100%   |

## 그후
이케다는 세 번째 총재 임기를 시작했지만 그 직후에 건강 문제로 입원했고 후두암 진단을 받았다. 이케다에겐 이 사실을 알리지 않았지만 이 이상 국정을 끌고가는 건 불가능했기에 1964년 하계 올림픽 폐회식이 끝난 다음 날인 10월 25일에 내각 총사퇴를 표명하고 물러났다.
격렬한 총재 선거를 끝낸 지 불과 반 년도 채 지나지 않은 시점이었기에 당내에선 이케다의 후임 총재를 선거로 선출하길 피하는 분위기가 역력했다. 간사장 미키 다케오와 부총재 가와시마 쇼지로 등이 당내 의견을 종합하여 이전 선거에서 2위를 기록한 사토 에이사쿠가 후계자가 되는 것이 타당하다는 결론을 내렸고 이케다도 이를 받아들여 11월 9일에 사토를 후계자로 지명하는 이케다 재정이 이루어졌다. 같은 날 사토가 국회에서 총리대신으로 선출되었고 12월 1일에는 정식으로 자민당 총재 자리에도 올랐다.
다나카 가쿠에이는 선거 과정에서 사토를 배신한 셈이 되었지만 병으로 이케다가 쓰러진 뒤에 후계자는 사토뿐이라고 이케다를 설득하는 데 노력했기에 사토의 용서를 구할 수 있었다.

## 참고 문헌
- 伊藤隆; 御厨貴; 飯尾潤 (2000). 《渡邉恒雄回顧録》. 中央公論新社. ISBN 412002976X.
- 大久保利謙; 入江徳郎; 草柳大蔵監修 (1977). 《グラフィックカラー昭和史 第13巻 繁栄と混迷》. 研秀出版.
- 塩口喜乙 (1975). 《聞書 池田勇人 高度成長政治の形成と挫折》. 朝日新聞社.
- 中村隆英 (1993). 《昭和史 II》. 東洋経済新報社.
- 松野頼三（語り）; 戦後政治研究会（聞き書き・構成） (1985). 《保守本流の思想と行動 松野頼三覚え書》. 朝日出版社. ISBN 4-255-85070-4.
- 吉村克己 (1985). 《池田政権・一五七五日》. 行政問題研究所出版局. ISBN 4905786436.